# Efeağılı
Efeağılı ist ein Dorf (Köy) im Landkreis Pülümür der türkischen Provinz Tunceli. Im Jahr 2011 lebten in Efeağılı 9 Menschen.